# Luci Papiri Cras (cònsol 436 aC)
Luci Papiri Cras (en llatí Lucius Papirius Crassus) va ser un magistrat romà del segle v aC. Era membre de la gens Papíria, una antiga família romana d'origen plebeu.
Va ser cònsol l'any 436 aC juntament amb Marc Corneli Maluginense. Va combatre contra Veïs i Falerii, però aquestes ciutats van evitar la batalla i es va haver de limitar a devastar i saquejar els seus territoris. Segons Titus Livi va ser cònsol per segona vegada l'any 430 aC. Va ser censor l'any 424 aC.